# Бриджпорт (Огайо)
Бриджпорт (англ. Bridgeport) — селище (англ. village) в США, в окрузі Бельмонт штату Огайо. Населення — 1582 особи (2020).

## Географія
Бриджпорт розташований за координатами 40°3′53″ пн. ш. 80°44′54″ зх. д. / 40.06472° пн. ш. 80.74833° зх. д. (40.064842, -80.748353).  За даними Бюро перепису населення США в 2010 році селище мало площу 3,56 км², з яких 3,54 км² — суходіл та 0,03 км² — водойми.

## Демографія
Згідно з переписом 2010 року, у селищі мешкала 1831 особа в 810 домогосподарствах у складі 472 родин. Густота населення становила 514 особи/км².  Було 943 помешкання (265/км²).
Расовий склад населення:
| - 89,7 % — білих - 6,9 % — чорних або афроамериканців - 0,2 % — азіатів |

До двох чи більше рас належало 3,0 %. Частка іспаномовних становила 0,2 % від усіх жителів.
За віковим діапазоном населення розподілялося таким чином: 19,5 % — особи молодші 18 років, 63,1 % — особи у віці 18—64 років, 17,4 % — особи у віці 65 років та старші. Медіана віку мешканця становила 43,3 року. На 100 осіб жіночої статі у селищі припадало 95,2 чоловіків;  на 100 жінок у віці від 18 років та старших — 94,2 чоловіків також старших 18 років.
Середній дохід на одне домашнє господарство  становив 47 633 долари США (медіана — 38 004), а середній дохід на одну сім'ю — 51 647 доларів (медіана — 37 813). Медіана доходів становила 29 917 доларів для чоловіків та 27 045 доларів для жінок. За межею бідності перебувало 18,8 % осіб, у тому числі 28,2 % дітей у віці до 18 років та 5,3 % осіб у віці 65 років та старших.
Цивільне працевлаштоване населення становило 776 осіб. Основні галузі зайнятості: освіта, охорона здоров'я та соціальна допомога — 29,0 %, мистецтво, розваги та відпочинок — 18,3 %, роздрібна торгівля — 11,0 %, науковці, спеціалісти, менеджери — 8,6 %.